# Lecteria (Lecteria) calopus
Lecteria (Lecteria) calopus is een tweevleugelige uit de familie steltmuggen (Limoniidae). De soort komt voor in het Neotropisch gebied.